# TeleTicino
 (avril 2016).
Si vous disposez d'ouvrages ou d'articles de référence ou si vous connaissez des sites web de qualité traitant du thème abordé ici, merci de compléter l'article en donnant les références utiles à sa vérifiabilité et en les liant à la section « Notes et références ».
TeleTicino est une chaîne de télévision locale suisse. Ses studios sont installés à Melide, dans le Canton du Tessin.

## Histoire de la chaîne
La chaîne émet sa première émission, Caffè del Popolo le 19 septembre 1994 sur le canal TeleCampione et sa diffusion n'est qu'uniquemment sur sol italien et tessinois (par câble). En 1996, elle se renomme TeleTicino et crée ainsi une synergie avec la presse et le Giornale del Popolo détenu par Filippo Lombardi, actuel conseiller aux États. Le 1er mars 1999, après avoir reçu une concession, elle commence une programmation régulière et journalière. Elle fait partie du groupe de presse TicinoNews qui détient également la radio privée Radio 3i.

## Organisation

### Dirigeants
- Filippo Lombardi, président
- Alessandro Colombi, PDG
- Sacha Dalcol, directeur
- Daniele Longhi, directeur financier
- Fabio Turetta, directeur de production
- Filippo Suessli, directeur adjoint
- Caroline Roth, rédactrice en chef

### Diffusion
La concession de la chaîne oblige Cablecom a retransmettre le signal dans tout le Tessin et dans la partie italophone du canton des Grisons. Dès Janvier 2013, la chaîne est diffusée partout en Suisse via Swisscom TV.

## Émissions
- TicinoNews : informations
- TicinoNews7 : récapitulatif hebdomadaire des informations
- Matrioska : talk-show politique
- Detto tra noi : talk-show politique
- Radar : émission d’actualité
- Fuorigioco : sport
- La domenica del Corriere : actualités
- Gulliver : sciences et techniques

## Budget
En 2002, la chaîne dépasse pour la première fois les 4 mio CHF de chiffre d'affaires et dépassa les 5 mio CHF en 2006.

## Identité visuelle

1994-2011
2012